# Alexandre Héron
Pierre Alexandre Héron, né le 14 novembre 1829 à Rouen où il est mort le 10 novembre 1903, est un historien français.

## Biographie
Alexandre Héron fut longtemps professeur de littérature au collège de Rouen. « Professeur libre », il fut également le maître de Berdalle de la Pommeraye et de Guy de Maupassant. Il a édité les œuvres de Pierre Fabri, Roger d'Andeli et Henri d'Andeli, David Ferrand, Hue Archevesque, Pierre de Marbeuf et Robert Blondel.
En 1883, il est admis à l'Académie de Rouen. Il en est élu président en 1886. Il est également président de la Société centrale d'horticulture de la Seine-Inférieure, président de la Société des bibliophiles rouennais, vide-président de la Société des amis des sciences naturelles et du muséum de Rouen.
Alexandre Héron était membre de la Société de l'histoire de Normandie, de la Société normande de géographie, de la Société des anciens textes français, de la Société artistique de Normandie et de la Société des bibliophiles normands. Il était également vice-président de la Commission départementale des Antiquités de la Seine-Inférieure.
Il est nommé officier de l'Instruction publique en 1887 et officier du mérite agricole. La poire président Héron lui rend mémoire.
Il est domicilié 20 rue du Champ-du-Pardon à Rouen. Ses obsèques sont célébrées dans l'église Saint-Romain de Rouen par l'abbé Loth et il est inhumé au cimetière monumental de Rouen.
Sa bibliothèque et ses archives ont été transmises à son gendre, le docteur François-Gustave Panel.

## Œuvres
- L’Institut Smithsonien : son origine, ses développements, Paris, Cagniard, 1897 ;
- Deux chroniques de Rouen, 1 des origines à 1544; 2 de 1559 à 1569, Rouen, A. Lestringant, 1900 ;
- Documents concernant la Normandie extraits du "Mercure François" 1605-1644, Rouen, Ch. Méterie, 1883 ;
- Glossaire de la Muse normande de David Ferrand : dictionnaire du parler de Caux (patois normand), 1891, Genève, Slatkine Reprints, 1969 ;
- Histoire ecclésiastique du diocèse de Coutances, Rouen, Ch. Métérie, 1874-1886 ;
- La Légende d’Alexandre & Aristote, Rouen, Cagniard, 1892 ;
- La Perte du Canada, Rouen, Cagniard, 1887 ;
- Le Parnasse burlesque, Rouen, Léon Gy, 1896 ;
- Liste générale des membres de l’Académie des sciences, belles-lettres et arts de Rouen de 1744-1745 à 1900-1901, Rouen, Léon Gy, 1903 ;
- M. Georges Révoil et le pays des Çomalis, Rouen, E. Cagniard, 1884 ;
- Montcalm et la défense du Canada ; réponse au discours de réception de M. Christophe Allard, Rouen, E. Cagniard, 1888 ;
- Une Représentation figurée du Lai d’Aristote, Rouen, A. Lestringant, 1891.

## Publications
- Roger d’Andeli, Chansons, seigneur normand des XIIe et XIIIe siècles, Rouen, E. Cagniard, 1883 ;
- Henri d’Andeli, Le Lai d’Aristote, Rouen, Léon Gy, 1901 ;
- Hue Archevesque, Les dits de Hue Archevesque, trouvère normand du XIIIe siècle, Rouen, E. Cagniard, 1885 ;
- Robert Blondel, Œuvres de Robert Blondel historien normand du XVe siècle, Rouen, A. Lestringant, 1891-1893 ;
- Pierre Fabri, Le grand et vrai art de pleine rhétorique, Rouen, Espérance Cagniard, 1889-1890 ;
- David Ferrand, Discours apologétique en faveur de l’instinct et naturel admirable de l’éléphant, Rouen, Léon Gy, 1903 ;
- David Ferrand, La Muse normande, publiée d’après les livrets originaux, 1625-1653 et l’Inventaire général de 1655, Rouen, A. Lestringant, 1891-1894 ;
- Pierre de Marbeuf, Recueil des vers de Pierre de Marbeuf, Rouen, Léon Gy, 1897.

## Distinctions
- Officier de l'Instruction publique (1887)
- Officier de l'ordre du Mérite agricole